# Burgerlijk Wetboek (België)
Het Burgerlijk Wetboek (BW) is een wetboek van 13 april 2019 dat de basis vormt van het Belgisch privaatrecht.

## Omschrijving
Volgend op het regeerakkoord van de regering-Michel I uit 2014 richtte minister van Justitie Koen Geens in 2017 een Commissie tot hervorming van het burgerlijk wetboek op.
Thans regelt het Burgerlijk Wetboek de privaatrechtelijke rechtsdomeinen van het algemeen burgerlijk recht (boek 1), het relatievermogensrecht (boek 2, titel 3), het goederenrecht (boek 3), het erfrecht (boek 4), het verbintenissenrecht (boek 5) en het bewijsrecht (boek 8).
Sinds de inwerkingtreding van het Burgerlijk Wetboek op 1 november 2020 kreeg zijn voorganger, het napoleontische wetboek van 21 maart 1804, de titel Oud Burgerlijk Wetboek. Het Oud Burgerlijk Wetboek regelt vooralsnog enkele andere privaatrechtelijke rechtsdomeinen, zoals het personen- en familierecht, het buitencontractueel aansprakelijkheidsrecht, het zekerhedenrecht en het verjaringsrecht.
Het wetboek vormt het gemeen recht dat geldt wanneer bijzondere wetten er niet van afwijken.

## Overzicht
Het Burgerlijk Wetboek werd ingevoerd bij wet van 13 april 2019. Op dat moment bestond het BW enkel uit het boek 8 omtrent het bewijsrecht. Per 1 september 2021 trad ook boek 3 omtrent het goederenrecht in werking. Vervolgens traden op 1 juli 2022 boek 2, titel 3 over het relatievermogensrecht en boek 4 over het erfrecht, de schenkingen en de testamenten in werking. Boek 1 omtrent de algemene bepalingen en boek 5 omtrent het verbintenissenrecht trad in werking op 1 januari 2023. Stapsgewijs zullen ook de overige boeken worden ingevoerd.
| Burgerlijk Wetboek van 13 april 2019 | Burgerlijk Wetboek van 13 april 2019        | Burgerlijk Wetboek van 13 april 2019 | Burgerlijk Wetboek van 13 april 2019 | Burgerlijk Wetboek van 13 april 2019 | Burgerlijk Wetboek van 13 april 2019 | Burgerlijk Wetboek van 13 april 2019 | Burgerlijk Wetboek van 13 april 2019 |
| Boek                                 | Titel                                       | Indiening in de Kamer                | Wet                                  | Publicatie Staatsblad                | Inwerkingtreding                     | Huidige wettekst                     |                                      |
| ------------------------------------ | ------------------------------------------- | ------------------------------------ | ------------------------------------ | ------------------------------------ | ------------------------------------ | ------------------------------------ | ------------------------------------ |
| Boek 1                               | Algemene bepalingen                         | 24 februari 2021                     | wet van 28 april 2022                | 1 juli 2022                          | 1 januari 2023                       | Justel                               |                                      |
| Boek 2                               | Titels I en II - Personen en familierecht   |                                      |                                      |                                      |                                      |                                      |                                      |
| Boek 2                               | Titel III - Relatievermogensrecht           | 20 mei 2020                          | wet van 19 januari 2022              | 14 maart 2022                        | 1 juli 2022                          | Justel                               |                                      |
| Boek 3                               | Goederen                                    | 16 juli 2019                         | wet van 4 februari 2020              | 17 maart 2020                        | 1 september 2021                     | Justel                               |                                      |
| Boek 4                               | Nalatenschappen, schenkingen en testamenten | 20 mei 2020                          | wet van 19 januari 2022              | 14 maart 2022                        | 1 juli 2022                          | Justel                               |                                      |
| Boek 5                               | Verbintenissen                              | 24 februari 2021                     | wet van 28 april 2022                | 1 juli 2022                          | 1 januari 2023                       | Justel                               |                                      |
| Boek 6                               | Buitencontractuele aansprakelijkheid        | 8 maart 2023                         | wet van 7 februari 2024              | 1 juli 2024                          | 1 januari 2025                       |                                      |                                      |
| Boek 7                               | Bijzondere contracten                       | 16 april 2024                        |                                      |                                      |                                      |                                      |                                      |
| Boek 8                               | Bewijs                                      | 31 oktober 2018                      | wet van 13 april 2019                | 14 mei 2019                          | 1 november 2020                      | Justel                               |                                      |
| Boek 9                               | Zekerheden                                  |                                      |                                      |                                      |                                      |                                      |                                      |
| Boek 10                              | Verjaring                                   |                                      |                                      |                                      |                                      |                                      |                                      |

## Structuur

### Boek 1: Algemene bepalingen
Boek 1 werd ingevoerd door de wet van 28 april 2022 en trad in werking op 1 januari 2023. De redactie van het ontwerp van dit boek werd toevertrouwd aan de professoren Eric Dirix en Patrick Wéry.
Naar het voorbeeld van buitenlandse wetboeken werd ervoor geopteerd om in het Burgerlijk Wetboek een eerste boek met algemene bepalingen in te voeren. Zo regelt boek 1 onder andere de bronnen van het privaatrecht (art. 1.1 BW), de toepassing van de wet in de tijd (art. 1.2 BW), de berekening van termijnen (art. 1.7 BW), de goede trouw (art. 1.9 BW), rechtsmisbruik (art. 1.10 BW) en afstand van recht (art. 1.12 BW). Het leerstuk omtrent rechtsmisbruik, dat in de rechtspraak was ontstaan en dat niet was geregeld in het Oud Burgerlijk Wetboek, kreeg zo voor het eerst een wettelijke verankering in het Burgerlijk Wetboek.
Naar aanleiding van de invoering van boek 1 werd artikel 1 van het Oud Burgerlijk Wetboek afgeschaft.

### Boek 2: Personen, familie en relatievermogensrecht
Boek 2, titel 3 inzake het relatievermogensrecht werd ingevoerd door de wet van 22 januari 2022 en trad in werking op 1 juli 2022. De redactie van het ontwerp van dit boek werd toevertrouwd aan professor Hélène Casman. Titel 3 regelt de huwelijksovereenkomst, de verschillende huwelijksvermogensstelsels (wettelijk stelsel, algehele gemeenschap en scheiding van goederen), het centraal register voor huwelijksovereenkomsten (CRH) enz.
De wettelijke samenwoning werd vooralsnog niet opgenomen in het Burgerlijk Wetboek en blijft aldus geregeld in het Oud Burgerlijk Wetboek, meer bepaald in de artikelen 1475 tot 1479 oud BW.
Naar aanleiding van de invoering van boek 2, titel 3 werden de artikelen 1387 tot 1474/1 van het Oud Burgerlijk Wetboek afgeschaft.

### Boek 3: Goederen
Boek 3 inzake de goederen werd ingevoerd door de wet van 4 februari 2020 en trad in werking op 1 september 2021. De redactie van het ontwerp van dit boek werd toevertrouwd aan de professoren Pascale Lecocq en Vincent Sagaert.
De invoering van boek 3 betekende een belangrijke modernisering van het Belgische goederenrecht, dat nog sterk was gestoeld op de oorspronkelijke bepalingen van het Oud Burgerlijk Wetboek uit 1804.
Naar aanleiding van de invoering van boek 1 werden de artikelen 516 tot 710bis, 2236 tot 2240, 2243, 2265 tot 2269 en 2279 tot 2280 van het Oud Burgerlijk Wetboek afgeschaft, alsook enkele bepalingen in het Veldwetboek. Ook de twee wetten van 10 januari 1824 over het recht van opstal en over het recht van erfpacht werden afgeschaft, samen met de wet van 30 december 1975 betreffende de goederen,
buiten particuliere eigendommen gevonden of op de openbare weg en de wet van 21 februari 1983 betreffende de verkoop van
sommige achtergelaten voorwerpen.

### Boek 4: Nalatenschappen, schenkingen en testamenten
Boek 4 inzake de nalatenschappen, de schenkingen en de testamenten werd ingevoerd door de wet van 22 januari 2022 en trad in werking op 1 juli 2022. De redactie van het ontwerp van dit boek werd toevertrouwd aan professor Hélène Casman.
Naar aanleiding van de invoering van boek 4 werden artikelen 295, 353-15 tot 153-17, 718 tot 1100/7, 1240bis tot 1240ter en 1696 tot 1698 van het Oud Burgerlijk Wetboek afgeschaft. Werden eveneens afgeschaft de wet van 16 mei 1900 tot erfregeling van de kleine
nalatenschappen, de wet van 12 juli 1931 betreffende de uitbreiding tot alle rechtspersonen van het voordeel van de voorlopige aanvaarding van bij akten gedane schenkingen onder de levenden en de wet van 29 augustus 1988 op de erfregeling inzake landbouwbedrijven met het oog op het bevorderen van de continuïteit.

### Boek 5: Verbintenissen
Boek 5 inzake de verbintenissen werd ingevoerd door de wet van 28 april 2022 en trad in werking op 1 januari 2023. De redactie van het ontwerp van dit boek werd toevertrouwd aan de professoren Patrick Wéry, Sophie Stijns, Eric Dirix, Rafaël Jafferali, Benoît Kohl en Ilse Samoy. Hun tekst was vooral een codificatie van ontwikkelingen die zich vanuit de rechtspraak hadden voorgedaan in het oude recht.
Naar aanleiding van de invoering van boek 5 werden de artikelen 1101 tot 1314 van het Oud Burgerlijk Wetboek afgeschaft (met uitzondering van de artikelen 1240bis en 1240ter), alsook de artikelen 1321, 1338, 1370 tot 1381, 1689 tot 1695 en 1699 tot 1701. Door het eerbiedigende overgangsrecht blijven deze bepalingen van toepassing op rechtshandelingen en rechtsfeiten die zich tot 1 januari 2023 hebben voorgedaan, tenzij partijen anders overeenkomen.

### Boek 6. Buitencontractuele aansprakelijkheid
Voor boek 6 omtrent de buitencontractuele aansprakelijkheid werd het ingediende wetsvoorstel op 2 februari 2024 aangenomen door de Kamer van volksvertegenwoordigers. Het zou op 1 januari 2025 in werking treden. Tot dan wordt de buitencontractuele aansprakelijkheid geregeld door de artikelen 1382 tot 1386bis van het Oud Burgerlijk Wetboek en door diverse bijzondere wetten en rechtspraak.

### Boek 7: Bijzondere contracten
Op 16 april 2024 werd het wetsvoorstel houdende invoeging van boek 7 "Bijzondere contracten" in het Burgerlijk Wetboek ingediend. De redactie van het voorstel werd toevertrouwd aan een commissie bestaande uit de professoren Bernard Tilleman, Paul-Alain Foriers, Maarten Dambre, Florence George, Rafaël Jafferali, Benoît Kohl, Sophie Stijns, Sébastien De Rey, de heren Pieter Brulez en Jean-Christophe Boulet en mevrouw Sanne Jansen. Een belangrijke bijdrage werd geleverd door de heren Florian Pollefeyt, Frederik Van den Abeele en Emile Vergeylen die de commissie bijstonden.
Het boek is opgedeeld in 7 titels:
1. Statuut en definities
2. Koop en ruil
3. Gebruikscontracten met betrekking tot een goed
4. Dienstencontract
5. Lening van een vervangbaar goed
6. Kanscontracten
7. Contracten met betrekking tot een geschil

### Boek 8: Bewijs
Boek 8 werd ingevoerd door de wet van 13 april 2019 en trad in werking op 1 november 2020. De redactie van het ontwerp van dit boek werd toevertrouwd aan de professoren Dominique Mougenot, Benoît Allemeersch en Wannes Vandenbussche.
Belangrijke vernieuwingen bij de invoering van boek 8 waren onder andere de mogelijkheid voor de rechter om in uitzonderlijke gevallen de bewijslast om te keren (art. 8.4 BW), alsook de verhoging van de drempel om rechtshandelingen te bewijzen met een geschrift van 375 naar 3.500 euro (art. 8.9 BW en art. 1341 oud BW). Bovendien werden enkele archaïsche bewijsregels afgeschaft, bijvoorbeeld deze inzake de huishoudelijke registers (art. 1331 oud BW) of de kerven (art. 1333 oud BW).
Naar aanleiding van de invoering van boek 8 werden de artikelen 1315 tot 1369 van het Oud Burgerlijk Wetboek afgeschaft, evenwel met uitzondering van de artikelen 1321, 1338, 1339 en 1340. De wet van 29 april 2013 omtrent de advocatenakte werd eveneens afgeschaft.

### Boek 9: Zekerheden
Voor de invoering van boek 9 omtrent de zekerheden werd vooralsnog geen wetsvoorstel ingediend in de Kamer van volksvertegenwoordigers. Bijgevolg worden de zekerheden vooralsnog geregeld door de Pandwet (titel XVII van boek III van het Oud Burgerlijk Wetboek), de Hypotheekwet en de wet van 15 december 2004 betreffende financiële zekerheden.
Bij ministerieel besluit van 9 maart 2022 richtte minister van Justitie Vincent Van Quickenborne een Commissie tot hervorming van het hypotheekrecht op, met als opdracht met het uitwerken van een voorstel van hervorming van het hypotheekrecht.

### Boek 10: Verjaring
Voor de invoering van boek 10 omtrent de verjaring werd vooralsnog geen wetsvoorstel ingediend in de Kamer van volksvertegenwoordigers. Bijgevolg wordt de verjaring vooralsnog geregeld door de artikelen 2219 tot 2278 van het Oud Burgerlijk Wetboek.